# Бабизм

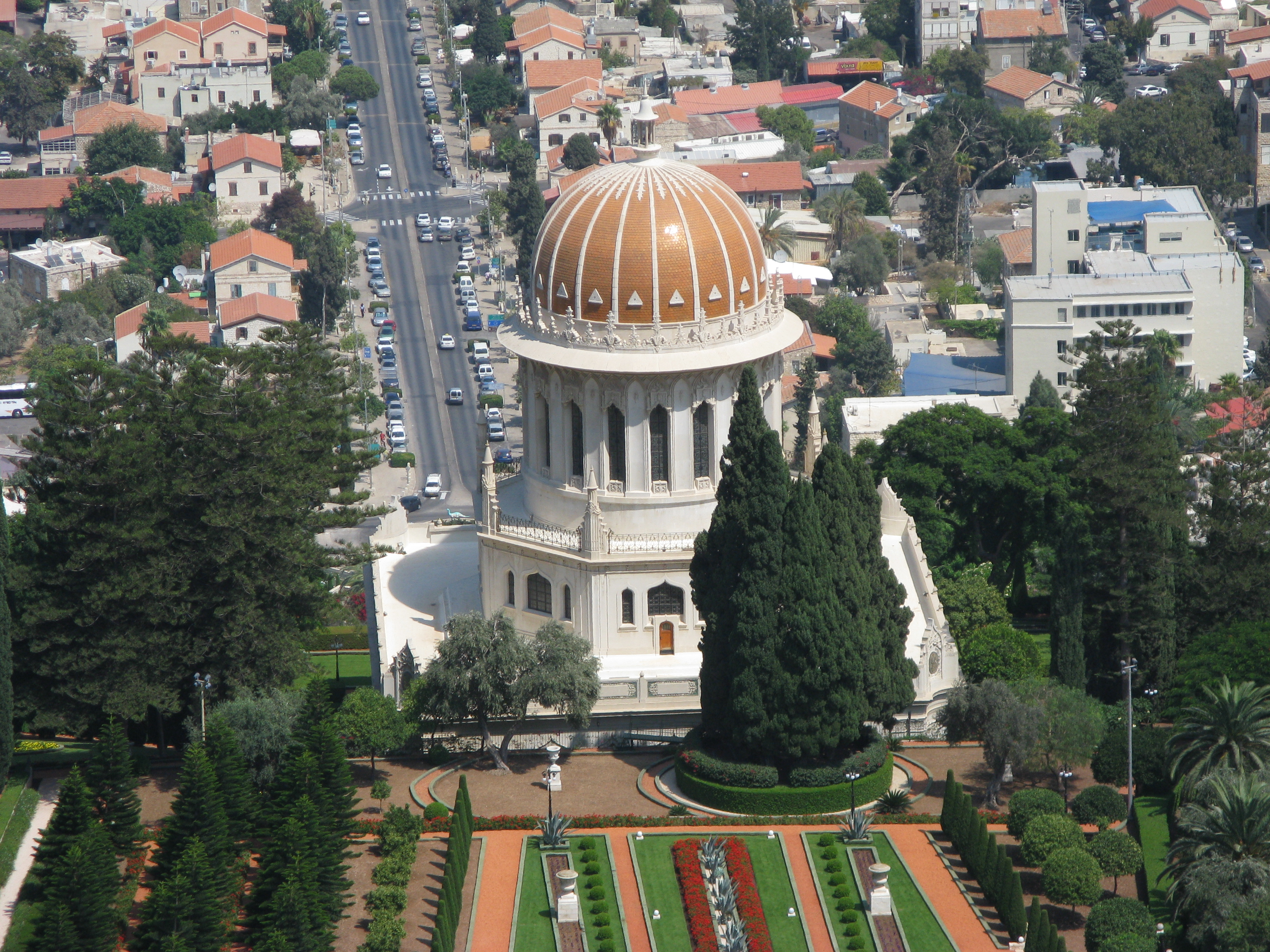
Храм-усыпальница Баба на горе Кармель в Хайфе (Израиль)

Баби́зм (перс. بابیت‎), или Вера Баби (перс. آیین بابی‎) — религиозно-политическое движение.

## История
Создано Бабом (титул Сейида Али Мухаммада Ширази) 24 мая 1844 года в Иране.
Священная книга в Бабизме — Байан.
Бабизм провозглашает окончание господства некоторых законов, основанных на Коране и шариате, замену их новыми, исходящими из принципов равенства всех людей и защиты их прав, установление священного царства бабидов и др. Демократические элементы бабизма были развиты последователями Баба во время бабидских восстаний.
Остатки бабидов, пережившие преследование со стороны мулл шиизма, разделились на бахаи, провозгласивших Бахауллу обещанным Мессией (Тем, кого явит Бог), приход которого был предсказан Бабом, и азалитов, не признавших Бахауллу.

## Этимология
Термин «бабизм» в широкое обращение ввели востоковеды, а не последователи религии. Слово происходит от арабского существительного bab (арабский: باب), что означает ворота. Кроме того, Bayání происходит от трехбуквенного корня BYN, который образует класс слов, относящихся к понятиям ясности, дифференциации и разделения, включая Bayán, который может относиться к объяснению, комментарию или изложению, а также к ветви арабской риторики, имеющей дело с метафорами и интерпретациями.